# Blanca Sánchez Berciano
Blanca Sánchez Berciano (Madrid, 24 de octubre de 1948 - 30 de agosto de 2007) fue una comisaria de exposiciones, gestora cultural y coleccionista española, considerada el germen y figura clave de La Movida Madrileña.

## Trayectoria profesional
Trabajó varios años en la galería Fernando Vijande de Madrid hasta el fallecimiento de este. Colaboró en múltiples proyectos artísticos, desde participar en numerosas películas de Pedro Almodóvar, con el que tuvo una gran amistad. Las películas en las que participó fueron Historia de amor que termina en boda (1974), Pepi, Luci, Bom y otras chicas del montón (1980), Laberinto de pasiones (1982), ¿Qué he hecho yo para merecer esto? (1981)También trabajó en todos los cortos que Iván Zulueta realizó de 1973 a 1976; y en los de Jesús Ferrero en 1984, durante su primera estancia en Madrid. En el año 1985 fue asesora y ayudante de dirección del programa cultural que presentaba Paloma Chamorro titulado La edad de oro, fue el programa cultural de Televisión Española. Este programa impulsor de La Movida, tuvo numerosos seguidores. En 1987 fue la comisaria de la exposición sobre Andy Warhol en España, realizada en el Círculo de Bellas Artes de Madrid. Otra faceta fue la de promotora de artistas, como representante personal de Carlos Berlanga, organizó además la gira por España con Alaska y Dinarama, y la gira por México y California, en el mismo año 1987. En 1988, trabajó para el fotógrafo Alberto García-Alix.
La actividad de Blanca Sánchez fue muy polifacética, trabajó en televisión, comisarió exposiciones, publicó textos en catálogos y artículos de prensa. 
Tradujo del alemán para Ediciones Cátedra la Historia del arte abstracto y escribió textos para catálogos de Juan Correa, Guillermo Pérez-Villalta, Belén Franco y Fefa Seiquer, entre otros y colaboró en revistas con artículos para Marie Claire, El Europeo o la revista del Círculo de Bellas Artes Minerva.
Desde 1992 hasta 2006, fue coordinadora de artes plásticas, arquitectura y diseño en todas las exposiciones realizadas en el Círculo de Bellas Artes de Madrid. El consejero de Cultura y Turismo de la Comunidad de Madrid, Santiago Fisas manifestó tras su fallecimiento, "desde el dolor y el desconcierto", destacó su "gran profesionalidad" y su "enorme calidad humana".
Su último comisariado fue el de los actos conmemorativos del vigésimo quinto aniversario de la movida en el año 2006.
El Archivo Blanca Sánchez conservado en la Biblioteca y Centro de Documentación del Museo Reina Sofía conserva documentación relacionada con su desarrollo profesional, incluyendo materiales gráficos, sonoros y textuales.

## Su colección de arte contemporáneo
Su colección se presentó como homenaje póstumo en Madrid, en el Círculo de Bellas Artes, en octubre de 2014, bajo el título de "Blanca doble". Fue un homenaje y reconocimiento a su gran labor como aglutinadora y soporte de muchos artistas, entre ellos Pedro Almodovar. Esta exposición mostró un recorrido por el arte de las tres décadas que estuvo coleccionando obras de sus amigos artistas, como Carlos Berlanga, Dis Berlín, Pedro Almodóvar y Fabio McNamara. También incorporó a su colección obras de otros creadores del arte español contemporáneo: como Luis Gordillo, Guillermo Pérez Villalta, Carlos Franco, los hermanos Campano, el pintor Miguel Ángel Campanoy el fotógrafo Javier Campano, la artista valenciana Carmen Calvo, Alberto García-Alix, Chema Cobo entre otros.
La colección de Blanca Sánchez fue única porque la creó en base a sus vivencias personales, en ella se remitía literalmente a su tiempo profesional y vital. La construyó bajo un prisma de cercanía, de la relación de artistas con los que tuvo contacto directo por razones de trabajo, por tanto es una colección única e irrepetible. El comisariado de la muestra fue llevado a cabo por otro de sus amigos, el multifacético pintor y coleccionista Pablo Sycet. Sycet editó un catálogo que recogía las obras de todos los componentes de la colección de Sánchez, con la visión de construir el futuro Museo de la Movida Madrileña. Dicho catálogo se puede descargar de la página web de la fundación que fue creada en base a la colección de Pablo Sycet, la Fundación Olontia. El Museo de la Movida Madrileña no llegó a buen término, ya que los herederos de dicha colección decidieron desmembrarla y venderla pieza a pieza en 2018.